# ロキツァニ - ネズヴェスチツェ線
ロキツァニ～ネズヴェスチツェ線（チェコ語: Železniční trať Rokycany–Nezvěstice）は、チェコ国鉄の鉄道線の名称である。路線番号は175。
ロキツァニ～ミロショフ間は、1869年にチェコ西部鉄道の路線として開業した。残りのミロショフ～ネズヴェスチツェ間は、1882年にチェコ商業鉄道によって開業した。

## 運行形態
全て各駅停車。大部分は、プルジーコシツェで運転系統が分かれているが、プルジーコシツェで双方が接続するダイヤとなっている。
ロキツァニ～プルジーコシツェの系統は、平日1～2時間に1本、休日2時間に1本の運行である。ロキツァニで、170号線プラハ方面・ヘブ方面の特急と接続する。殆どが線内のみの運行であるが、170号線に直通し、ミロショフ - ロキツァニ - プルゼニの系統で運行される便もある。
プルジーコシツェ～ネヴェスチツェの系統は、夏季2時間に1本、冬季2～4時間に1本の運行。ネヴェスチツェで190号線プルゼニ方面・ホラジヂョヴィツェ方面の普通と接続する。

## 駅一覧
以下では、チェコ国鉄175号線の駅と営業キロ、停車列車、接続路線などを一覧表で示す。なお、全て各駅停車である。
| 路線名 | 駅名                                       | 駅間営業キロ | 累計営業キロ | 接続路線                                        | 所在地     | 所在地       |
| ------ | ------------------------------------------ | ------------ | ------------ | ----------------------------------------------- | ---------- | ------------ |
| 175    | ロキツァニ駅                               | -            | 0.0          | 170号線                                         | プルゼニ州 | ロキツァニ郡 |
| 175    | ロキツァニ郊外駅                           | 0.8          | 0.8          |                                                 | プルゼニ州 | ロキツァニ郡 |
| 175    | カメンニー・ウーイェズド・ウ・ロキツァン駅 | 1.6          | 2.4          |                                                 | プルゼニ州 | ロキツァニ郡 |
| 175    | ノヴァー・フチ駅                           | 1.5          | 3.9          |                                                 | プルゼニ州 | ロキツァニ郡 |
| 175    | フラーデク・ウ・ロキツァン駅               | 1.3          | 5.2          |                                                 | プルゼニ州 | ロキツァニ郡 |
| 175    | ミロショフ駅                               | 2.3          | 7.5          |                                                 | プルゼニ州 | ロキツァニ郡 |
| 175    | ミロショフ町駅                             | 1.5          | 9.0          |                                                 | プルゼニ州 | ロキツァニ郡 |
| 175    | プルジーコシツェ停留所                     | 2.4          | 11.4         |                                                 | プルゼニ州 | ロキツァニ郡 |
| 175    | プルジーコシツェ駅                         | 1.6          | 13.0         |                                                 | プルゼニ州 | ロキツァニ郡 |
| 175    | メシノ駅                                   | 2.6          | 15.6         |                                                 | プルゼニ州 | ロキツァニ郡 |
| 175    | リプニツェ駅                               | 1.8          | 17.4         |                                                 | プルゼニ州 | プルゼニ南郡 |
| 175    | コルナチツェ駅                             | 2.1          | 19.5         |                                                 | プルゼニ州 | ロキツァニ郡 |
| 175    | コルナチツェ・リブニーク駅                 | 1.7          | 21.2         |                                                 | プルゼニ州 | プルゼニ南郡 |
| 175    | シチャフラヴィツェ駅                       | 2.6          | 23.8         |                                                 | プルゼニ州 | プルゼニ市   |
| 175    | ネズヴェスチツェ駅                         | 2.8          | 26.6         | 191号線（プルゼニ方面、ホラジヂョヴィツェ方面） | プルゼニ州 | プルゼニ市   |